# Jordstrålning

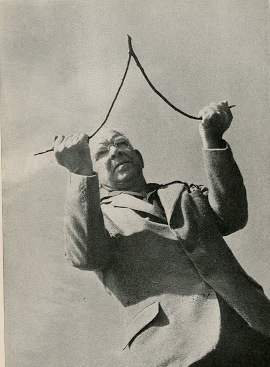
Slagruta är ett verktyg som sägs kunna upptäcka jordstrålning.

Jordstrålning är en term som oftast inte refererar till jordens magnetfält, bakgrundsstrålning eller någon annan känd fysikalisk effekt, utan till ett "annat strålningsfält" som studeras inom en svårdefinierad pseudovetenskap, och som enligt denna kan uppmätas med hjälp av slagruta.

## Bakgrund
Läran har spridits över Europa av läkarna Manfred Curry (1899–1953) och Ernst Hartmann (1915–1992), som båda har gett namn till var sin typ av så kallade linjer: Currylinjer och Hartmannlinjer. Dessa linjer ansåg de bilda ett regelbundet nätverk över jordytan där strålningen skall finnas extra koncentrerad. 
Idéerna om jordstrålning kan ha samband med kinesiska folktroföreställningar om så kallade draklinjer av Qiströmmar, kraftströmmar. 
Till förespråkarna i Sverige hör akademikerna Nils-Axel Mörner, Leif Floberg och Gerhard Holm. Även Thord Neumüller, Dan Mattson och Dick Sjöberg talar gärna om denna strålning. Ingen av förespråkarna har lagt fram några vetenskapliga bevis för sina påståenden.
I Sverige finns flera föreningar för slagruteintresserade, och Svenska Slagruteförbundet (SSF) är den rikstäckande organisationen med drygt 500 medlemmar. 
Det anordnas även kurser i att lära sig mäta med slagruta på flera olika platser i Sverige.

## Detektion
De flesta som går med slagruta använder verktygen slagruta eller pekare.
Slagrutan gjordes förr av en spänstig kvist, till exempel av hassel eller rönn och som hade formen av ett Y. Numera använder många istället en pekare. Den görs oftast av en tjockare metalltråd som böjts till formen av ett L, där man håller i den kortare delen och låter den andra vara vågrätt. Ofta sätter man på ett löst handtag och håller i, för att pekaren lättare skall kunna röra sig. Man använder en pekare i vardera handen samtidigt. Överdelarna riktas vågrätt och parallellt med varandra, rakt framåt. När man undermedvetet uppfattar att man hittar det man letar efter så rör sig pekarna utåt eller inåt, eller visar riktningen till det man söker. Slagrutegängarna anser att det oftast är lätt att få utslag.
Oftast letar slagrutegängarna idag efter jordstrålning, auror eller vattenådror, men pekarna används till mycket mer, till exempel visa riktning, antal, avstånd. Eftersom användarna uppfattar att det mesta på jorden har energier runt sig, och pekarna mäter energierna, så anser de att man kan mäta väldigt många olika saker. Utövarna anser också att övning behövs för att utslagen skall bli rättvisande, för det är lätt att göra fel i början.

## Currylinjer, Currykryss och Hartmannlinjer
Currylinjer skall enligt de som tror på jordstrålning finnas med cirka 4 meters mellanrum och gå i diagonal riktning jämfört med väderstrecken på de breddgrader där jordstrålningssökande förekommer mest, det vill säga från Tyskland upp över Sverige, och ett currykryss definieras som en punkt där två currylinjer korsas.
Tron på Currylinjer är utbredd i Tyskland, och det är även där många av experimenten som försöker påvisa Currylinjerna gjorts. Inget av dessa har dock vunnit något vetenskapligt stöd.
Hartmannlinjer är i stort sett samma sak som Currylinjer, men skall enligt utsago gå parallellt med väderstrecken och vid 60:e breddgraden (som går genom Svealand) ha ett mellanrum på c:a 1,6 meter.

## Källhänvisningar
1. ↑  Mattsson, Dan (1999). Jordstrålning, hälsa och forntida vetande (3 upplagan). ISBN 91-970972-2-5